# Chiesa di San Giovanni Battista (Murlo)
La chiesa di San Giovanni Battista è una chiesa cattolica che si trova a Campriano, nel comune di Murlo.

## Storia e descrizione
Sottoposta al patronato di molte famiglie nobili senesi, dai Tolomei ai de Vecchi, la chiesa ha conservato buona parte della struttura più antica. All'interno, l'altare di sinistra conserva pitture murali di fine Cinquecento, in cui si avvertono le fresche tonalità narrative di Ventura Salimbeni, soprattutto nello spigliato atteggiarsi delle figure femminili, tracciate con brio e pennellata veloce. Dalla chiesa proviene una bella Madonna col Bambino di Pietro Lorenzetti, oggi al Museo di arte sacra della Val d'Arbia a Buonconvento.